# Bogusław Szmygin
Bogusław Piotr Szmygin (ur. 21 września 1958) – polski naukowiec, nauczyciel akademicki i konserwator zabytków.

## Życiorys
W 1982 ukończył Politechnikę Lubelską ze stopniem magistra inżyniera. Doktorat oraz habilitację uzyskał na Politechnice Krakowskiej. Kształcił się także na Politechnice Warszawskiej i Uniwersytecie Marii Skłodowskiej-Curie. Od 2002 jest profesorem Politechniki Lubelskiej, gdzie kieruje Katedrą Konserwacji Zabytków. Pracuje także w Państwowej Wyższej Szkoły Zawodowej w Chełmie. Jest autorem ok. 100 publikacji naukowych i promotorem trzech prac doktorskich. Od 2015 sprawuje funkcję prezesa Polskiego Komitetu Narodowego ICOMOS. Zasiada w Komitecie ds. Światowego Dziedzictwa Kulturowego w Polsce. Jest członkiem Komitetu Architektury i Urbanistyki Polskiej Akademii Nauk.